# 布洛克 (伊利諾伊州)
布洛克（英語：Block）是位於美國伊利諾伊州尚佩恩縣的一個非建制地區。該地的面積和人口皆未知。

## 地理
布洛克的座標為39°58′06″N 88°05′08″W / 39.96833°N 88.08556°W，而該地的平均海拔高度為217米（即712英尺）。